# Arthromygale
Arthromygale Petrunkevitch, 1923 è un genere di ragni fossili della famiglia Arthromygalidae.
Il nome deriva dal greco ᾶρθρον, àrthron, cioè articolazione, giuntura e μυγαλέη, mygalei cioè toporagno, per la somiglianza, nell'aspetto, ai Mygalomorphae.
Si tratta di un genere estinto di ragni primitivi con forti rassomiglianze con le tarantole, al suo apice circa 280 milioni di anni fa, in pieno periodo Carbonifero.